# Acridocephala alboannulata
Acridocephala alboannulata är en skalbaggsart som beskrevs av Stefan von Breuning 1936. Acridocephala alboannulata ingår i släktet Acridocephala och familjen långhorningar.
Artens utbredningsområde är Gabon. Inga underarter finns listade i Catalogue of Life.